# Polypsecadium llatasii
Polypsecadium llatasii es una especie herbácea de la familia Brassicaceae.
Habita en la parte más alta del cerro Reque (parte sur) en Chiclayo, Perú. Planta herbácea anual, de 50 a 60 cm de altura, ramificación paralela, con hojas palmatinervias, flores blancas con cuatro pétalos y seis estambres, y vainas en las cuales se encuentran las semillas.

### Descubrimiento
Polypsecadium llatasii, epíteto propuesto por el botánico judío I.A. Al-Shelbaz en honor a su descubridor el botánico Santos Llatas Quiroz en 1986, como integrante del género Polypsecadium,familia Brassicaceae y clase Magnoliopsida.  
Fue reconocida como especie nueva para la ciencia botánica, desde 1990 (inicialmente como Sisymbrium llatasii) al ser publicada en las páginas 219-220 del Nº 1 del volumen 77 de la revista Annals Missouri Botanical Garden y, como fondo en la carátula de los “Annals of the Missouri Botanical Garden” 1990 en los 4 números del volumen 77.

### Características
Polypsecadium llatasii, hierba que forma parte de la vegetación lomal que habita en la parte más alta del cerro Reque (parte sur) en Chiclayo, Perú.
Con hojas palmatinervias, sus flores blancas, con tenues jaspes lilacinos, con cuatro pétalos y seis estambres, y vainas en las cuales se encuentran las semillas.
Alcanzan un porte de hasta 0.60 m formando matas sufruticosas, esto es, algo leñosas en la mitad inferior y herbáceas en la mitad superior, ramificándose en el tercio inferior cerca al suelo. 
Sus raíces son un tanto fibrosas que se desarrollan en forma superficial paralelo al suelo, prestas a absorber la mínima humedad que llega con las neblinas invernales nocturnas. 
Florecen en octubre, produciendo muchas silicuas, por lo tanto muchas semillas oblongas, verde-oscuras, de unos 2mm cada una. Su vida empieza con la germinación de sus semillas en junio y julio, o con el rebrote de pequeños troncos en estos en estos mismos meses, se desarrollan lentamente, para florecer en septiembre-octubre y fructificar a finales de este último mes.

### Población actual
Como se puede verificar in situ, la población es muy rala: uno o dos individuos por metro cuadrado en un área toral de media hectárea que se observa ocupando esta especie, por esta razón, la frecuencia es cada vez menor, hasta llegar al extremo de que tal vez existan unos 100 individuos en total, lo cual nos revela su inminente extinción sobre la faz de la tierra.